# Tricliceras brevicaule
Tricliceras brevicaule är en passionsblomsväxtart som först beskrevs av Urban, och fick sitt nu gällande namn av R.B. Fernandes. Tricliceras brevicaule ingår i släktet Tricliceras och familjen passionsblomsväxter. Utöver nominatformen finns också underarten T. b. rosulatum.